# Emballonura raffrayana
Emballonura raffrayana — є одним з видів мішкокрилих кажанів родини Emballonuridae.

## Поширення
Країни поширення: Індонезія, Папуа Нова Гвінея, Соломонові острови. Цей вид був записана від рівня моря до 1600 м над рівнем моря. Цей вид мешкає в дрібних вапнякових печерах і гірських тунелях, колоніями, які зазвичай складаються з від 10 до 30 тварин. Це комахоїдний вид, які поєднує харчування в повітряні й підбирання їжі з листя.

## Загрози та охорона
Локальною загрозою є полювання заради їжі.